# 趙鼎仁
趙鼎仁（？—？），浙江省寧波府鄞縣人，清朝政治人物、進士出身。
光绪十一年（1885）举人，光緒十八年（1892年），参加光緒壬辰科殿試，登進士二甲116名。同年五月，改翰林院庶吉士。光緒二十年四月，散館，著以部属用。光绪二十六年（1900）署古田知县，二十七年（1901）任永泰知县。